# アンフルラージュ
アンフルラージュ（仏：Enfleurage）は、油脂を利用して花から香料を抽出する方法。古くから行われたやり方で、室温で行う冷浸法と、熱を加える温浸法の2種類が存在する。
冷浸法（れいしんほう、仏：L'enfleurage à froid、英：Cold enfleurage）は、ジャスミンやチューベローズ（月下香）など、主に摘みとった後も香りを失わない花から香気成分を抽出するために使われた方法である。室温で抽出が可能であるため、熱に弱い成分も抽出することができる。
脱臭した固形の動物性脂肪（通常は精製した豚油）を塗ったトレーに花びらを並べて載せ、花びらに含まれる香気成分をトレーの脂肪に吸着させ、定期的に取り換える（ジャスミンの場合は24時間ごと）。脂肪1kgにつき花2-3kgの割合で作業を1か月ほど続けた後、低温でエタノールと混ぜる。エタノールによって、香気成分を脂肪から分離させることができる。この方法は、溶媒抽出法の理論のベースになっている。（詳細は精油#抽出方法を参照）
温浸法（おんしんほう、仏：L'enfleurage à chaud、英：Hot enfleurage）は、熱を加えて抽出する方法で、熟成法とも呼ばれる。バラやオレンジの花（ネロリ）のように、摘みとった後に香りが失われる花に利用された。冷浸法とほとんど同じやり方だが、成分の純度を高める作業が高温で行われる。脂肪を熱して液体にし、これに花を投入し、脂肪が香気成分で飽和するまで数度花を取り替える。
両方法とも、作業の大半を手仕事に依存し、効率が悪い上にコストが高いため、現在ではほとんど行われていない。